# ضحية

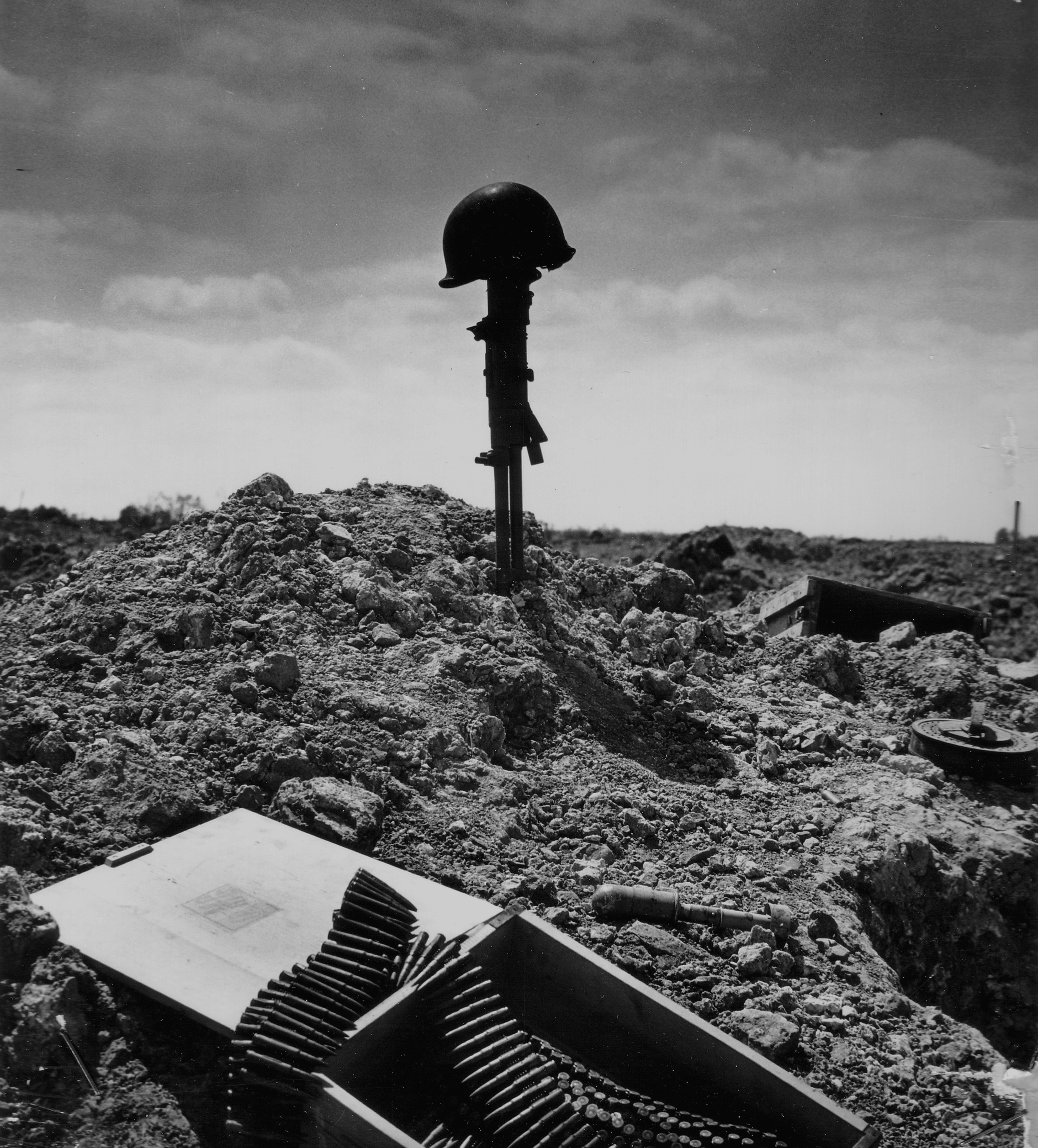
صورة لضحية في معركة النورماندي.

الضحية هو شخص أصيب أو قتل بسبب مرض أو صدمة أو حادث أو خطأ أو نزاع أو حرب هو خارج عنها وليس له علاقة فيها والضحايا تشمل الإصابات والوفيات. ضحايا الحروب يشكلون نسبة كبيرة وهم الضحايا المدنيين فقد انجمت الحرب العالمية الثانية أكثر من 97 مليون ضحية وضحايا الإرهاب بسبب تفجيرات والعراقيون يشكلون أكبر ضحايا في العالم من حيث ضحايا الإرهاب.